# Calesia cryptoleuca
Calesia cryptoleuca är en fjärilsart som beskrevs av Robert H. Carcasson 1965. Calesia cryptoleuca ingår i släktet Calesia och familjen nattflyn. Inga underarter finns listade i Catalogue of Life.